# Vlaamse verkiezingen 2004
Op zondag 13 juni 2004 werden in Vlaanderen verkiezingen gehouden voor het Vlaams Parlement. Deze werden gelijktijdig met de Europese Parlementsverkiezingen 2004 gehouden.

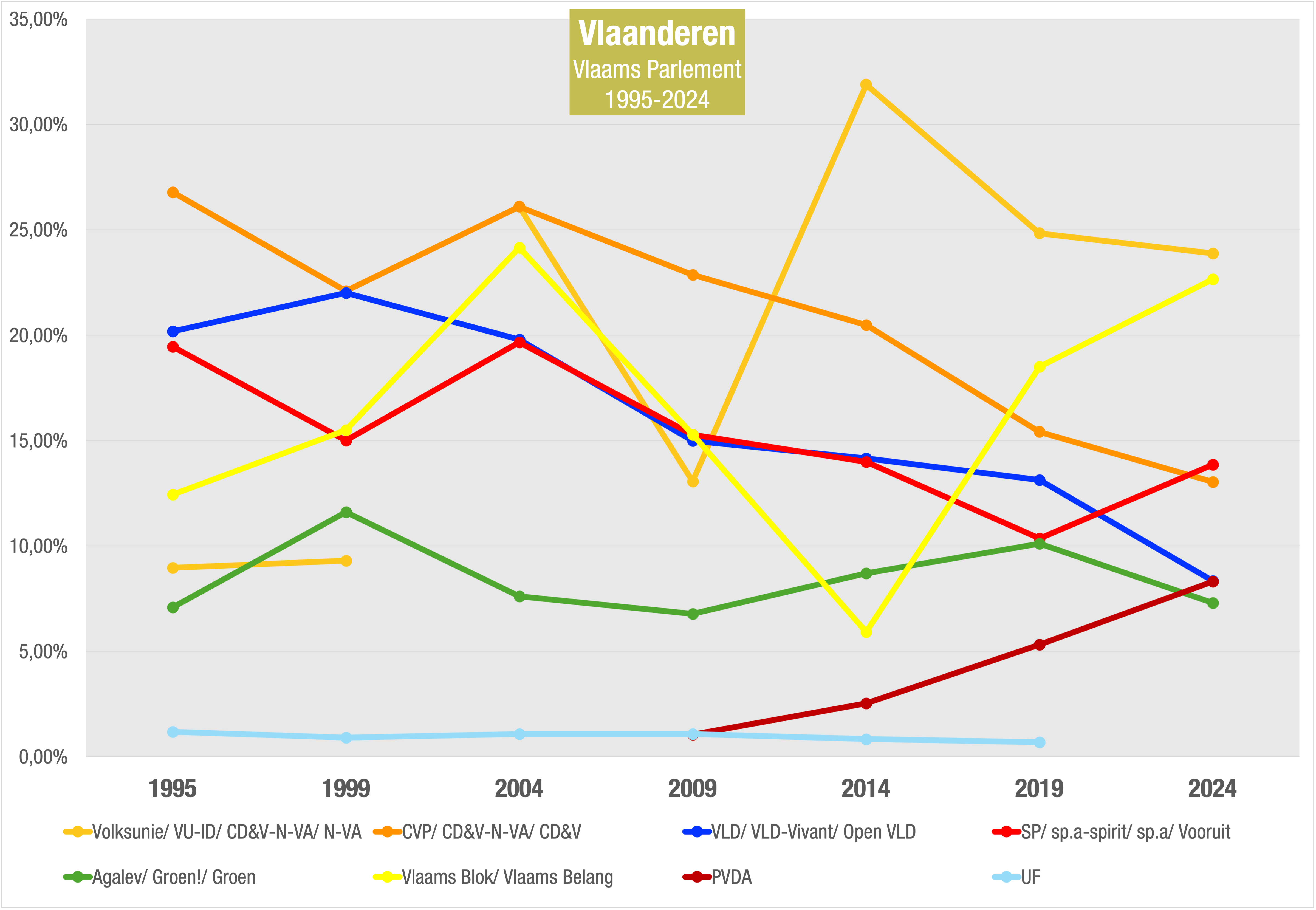
Grafiek van de Vlaamse partijen en hun behaalde resultaten voor het Vlaams Parlement van 1995 tot en met 2024, uitgedrukt in procenten.

## Aanloop
Een goed jaar voor deze stemming waren er verkiezingen voor het federale parlement (Belgische verkiezingen 2003). Hierbij waren de VLD en het kartel sp.a-SPIRIT sterk vooruit gegaan. De N-VA had als opvolger van de Volksunie slechts 1 zetel in de kamer en Agalev was daaruit zelfs volledig verdwenen.
- CD&V-N-VA: bij de CD&V werd er na die federale verkiezingen een nieuwe kopman gekozen. Stefaan De Clerck stopte als voorzitter en werd opgevolgd door Yves Leterme. Deze laatste probeerde met de N-VA van Geert Bourgeois een kartel te vormen. Eerst hield de N-VA de boot af, maar slechte peilingen kon hen dan toch overtuigen. Uiteindelijk werden de gesprekken hervat en op 14 februari 2004 werd een akkoord voor een kartel ondertekend, het zogenaamde Valentijnskartel of Vlaams Kartel was geboren.
- Groen!: na de verschrikkelijk slechte resultaten van 2003 wijzigden de groenen hun naam van Agalev naar Groen!. Ook de statuten wijzigden, politiek secretaris Jos Geysels stopte en Vera Dua werd verkozen als eerste voorzitster. Er gingen binnen Groen! stemmen op om een kartel te vormen met sp.a-SPIRIT. Dit werd echter op een congres weggestemd, maar zorgde ervoor dat enkele kopstukken de partij verlieten, waaronder toenmalig Vlaams minister Ludo Sannen en Fauzaya Talhaoui.
- sp.a-SPIRIT: door de goede resultaten in 2003 zette sp.a en SPIRIT hun kartel verder. Een mislukte poging om met Groen! ook een kartel te vormen zorgde wel voor enkele 'verruimers' zoals Ludo Sannen.
- VLD: in het jaar tussen de verkiezingen van 2003 en 2004 werd de VLD erg geplaagd door interne ruzies. Vooral toenmalig voorzitter Karel De Gucht en dissident Hugo Coveliers kwamen in aanvaring met Guy Verhofstadt. Verder kwam de VLD in een slecht daglicht bij de publieke opinie door het filibusteren tijdens de debatten over het migrantenstemrecht. In de hoop zoals sp.a-SPIRIT winst te kunnen halen uit een kartel besloot de VLD samen te gaan met Vivant.
- Vlaams Blok: het Vlaams Blok liep op 21 april 2004 een veroordeling op wegens racisme. Het Blok wachtte met beroep aan te tekenen bij het Hof van Cassatie zodat ze nog onder de naam 'Vlaams Blok' naar de Vlaamse verkiezingen konden gaan. De partij gebruikte hun veroordeling en stelde dat de verkiezingen van 2004 over de vrijheid van meningsuiting ging.

Vooral het Vlaams Blok slaagde erin om het thema van vrije meningsuiting te laten doorwegen. Verder was ook de splitsing van de kieskring Brussel-Halle-Vilvoorde een heet hangijzer, iets wat nochtans federaal geregeld moest worden.

## Kandidatenlijsten
| Partij | Partij      | Partij  | West-Vlaanderen          | Oost-Vlaanderen       | Antwerpen        | Limburg        | Vlaams-Brabant      | Brussels Hoofdstedelijk Gewest |
| ------ | ----------- | ------- | ------------------------ | --------------------- | ---------------- | -------------- | ------------------- | ------------------------------ |
|        | Vlaams Blok | lijsten | Frank Vanhecke           | Karim Van Overmeire   | Filip Dewinter   | Jean Geraerts  | Joris Van Hauthem   | Johan Demol                    |
|        | VLD-Vivant  | lijsten | Vincent Van Quickenborne | Karel De Gucht        | Bart Somers      | Jaak Gabriels  | Patricia Ceysens    | Sven Gatz                      |
|        | CD&V/N-VA   | lijsten | Yves Leterme             | Joke Schauvliege      | Inge Vervotte    | Johan Sauwens  | Eric Van Rompuy     | Steven Vanackere               |
|        | sp.a-spirit | lijsten | Johan Vande Lanotte      | Freya Van den Bossche | Patrick Janssens | Steve Stevaert | Frank Vandenbroucke | Bert Anciaux                   |
|        | Groen!      | lijsten | Jef Tavernier            | Vera Dua              | Rudi Daems       | Flor Ory       | Eloi Glorieux       | Bruno De Lille                 |
|        | UF          | lijsten | -                        | -                     | -                | -              | Christian Van Eyken | -                              |

## Resultaat

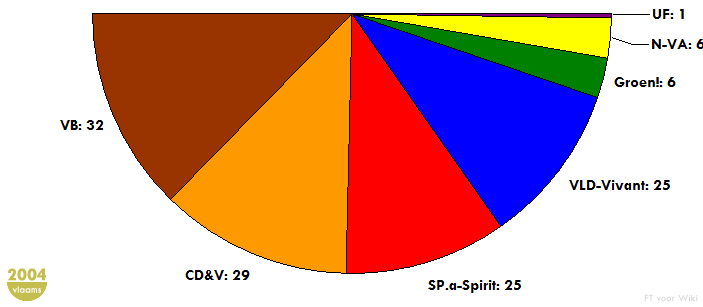
Zetelverdeling in het Vlaams Parlement op basis van de verkiezingsuitslag in 2004

De volledige uitslagen van de verkiezingen kan hier gevonden worden. Voor de verkiezingen van 13 juni 2004 haalden zes lijsten genoeg stemmen, om verkozenen te hebben in het parlementaire halfrond.
Dit waren de resultaten voor de volledige Vlaamse Gemeenschap (Vlaams Gewest plus de stemmen van het Nederlandstalig kiescollege in het Brussels Hoofdstedelijk Gewest):
| Partij                             | Partij                             | 2004           | 2004   | 2004   |
| Partij                             | Partij                             | Aantal stemmen | %      | zetels |
| ---------------------------------- | ---------------------------------- | -------------- | ------ | ------ |
|                                    | CD&V/N-VA                          | 1.060.580      | 26,09% | 35     |
|                                    | Vlaams Blok                        | 981.587        | 24,15% | 32     |
|                                    | VLD/Vivant                         | 804.578        | 19,79% | 25     |
|                                    | sp.a/spirit                        | 799.325        | 19,66% | 25     |
|                                    | Groen!                             | 308.898        | 7,60%  | 6      |
|                                    | UF                                 | 43.391         | 1,07%  | 1      |
| Overige partijen (minder dan 1,0%) | Overige partijen (minder dan 1,0%) | 66.387         | 1,55%  | 0      |
| Totaal geldig                      | Totaal geldig                      | 4.064.746      | 100%   | 124    |
| Ongeldig & blanco                  | Ongeldig & blanco                  | 219.910        | 5,13   |        |
| Totaal stemmen                     | Totaal stemmen                     | 4.284.656      | 100    |        |
| Absenteïsme                        | Absenteïsme                        | 283.594        | 6,21   |        |
| Ingeschreven kiezers               | Ingeschreven kiezers               | 4.568.250      | 100    |        |

## Gevolgen
Het kartel CD&V/N-VA werd de grootste formatie in Vlaanderen, gevolgd door het Vlaams Belang, dat de enige grote niet-kartelformatie was. Na de verkiezingen vormde Yves Leterme een regering met de 3 kartels. VB en Groen! kwamen in de oppositie terecht. Zie Regering-Leterme I.